# Pfungwa Dziike
Pfungwa Dziike  es un escultor de Zimbabue conocido por sus tallas en piedra, nacido el año 1972 en Mutare.

## Datos biográficos
Pfungwa Dziike nació en  Mutare y perdió a sus padres, mientras todavía asistía a la escuela primaria; fue criado por su abuela Shona. Su abuela se dedicaba a la confección tradicional de recipientes y ollas de barro, y siendo niño Pfungwa comenzó a ayudarle. Mientras trabajaban juntos, ella le contaba historias shona.
Una vez completada su educación, Dziike se trasladó a Harare a vivir con una tía. Fue presentado a un grupo de escultores de piedra que le invitó a unirse a una cooperativa llamada "Art Peace", con base en la misión Casa Silveira de la ciudad . Al mismo tiempo, pasó cinco años como asistente de Amos Supuni, quien le enseñó mucho sobre talla de piedra. Más tarde trabajó con Collin Sixpence y Royal Katiyo en el Parque de Esculturas Chapungu.
Dziike actualmente vive y trabaja en Mabvuku.